# Eric Salzman

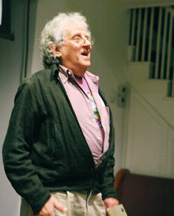
Eric Salzman

Eric Salzman (* 8. September 1933 in New York City; † 13. November 2017) war ein US-amerikanischer Komponist.
Salzman studierte an der Columbia University bei Otto Luening, Vladimir Ussachevski, Jack Hamilton Beeson und William John Mitchell und an der Princeton University bei Roger Sessions und Milton Babbitt. Weiterhin nahm er Kurse bei Oliver Strunk, Arthur Mendel und Nino Pirrotta. 1957 ging er nach Rom, um bei Goffredo Petrassi zu studieren und war anschließend Schüler von Karlheinz Stockhausen in Darmstadt. Bis 1966 war er Musikkritiker in New York, danach Lehrer und Direktor der Hunter-College-Konzerte. Er gründete das American Music Theater Festival, als dessen künstlerischer Leiter er wirkte. Er übte Lehrtätigkeiten am Queens College der City University of New York (1966–1968) und ab 1982 an der New York University aus.
Salzman schuf neben multimedialen Stücken überwiegend Werke für elektronische Instrumente.

## Werke
- Das elektrische Ohr aleatorisches Stück
- Multimediawerk für Tonband und Filme
- Inventionen für Orchester
- Lob der Eule und des Kuckucks für Sopran, Gitarre und Kammerensemble
- Verse und Lieder für vier Stimmen und Instrumente mit elektronischer Verstärkung
- Verse I-IV für Stimme, Gitarre und Tonband
- Stück für Tonband
- Streichquartett
- Partita für Violine solo

## Schriften
- Twentieth Century Music: An Introduction